# Bartula

Bartula (en serbe cyrillique : Бартула) est un village du sud du Monténégro, dans la municipalité de Bar.
Personnalités :

## Démographie

### Évolution historique de la population
| 1948 | 1953 | 1961 | 1971 | 1981 | 1991 | 2003 |
| ---- | ---- | ---- | ---- | ---- | ---- | ---- |
| 226  | 280  | 298  | 294  | 301  | 377  | 355  |